# 53. Sinfonie (Haydn)
Die Sinfonie D-Dur Hoboken-Verzeichnis I:53, später mit dem nicht vom Komponisten stammenden Beinamen „L´Impériale“ versehen, komponierte Joseph Haydn im Zeitraum 1777 bis 1779 während seiner Anstellung als Kapellmeister beim Fürsten Nikolaus I. Esterházy. Das Werk, von dem mehrere Schlusssätze vorliegen, erreichte eine hohe Popularität und Verbreitung.

## Allgemeines

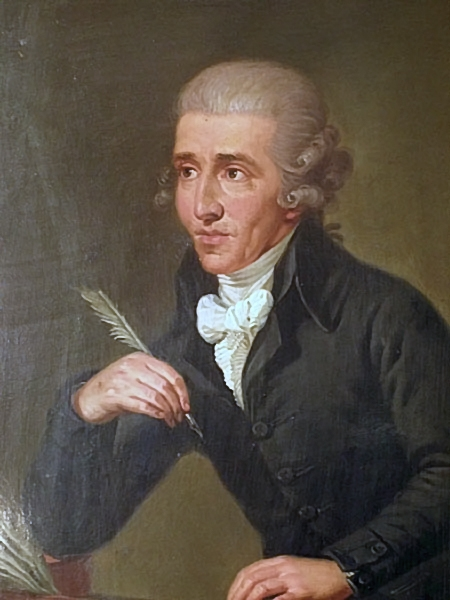
Joseph Haydn (Gemälde von Ludwig Guttenbrunn, um 1770)

Die Sinfonie Nr 53 komponierte Haydn um 1778/79 während seiner Anstellung als Kapellmeister beim Fürsten Nikolaus I. Esterházy. Das Autograph der Sinfonie ist verloren.
Nach dem großen Erfolg der Sinfonie Nr. 56 in Paris 1777 fand Nr. 53 als erste Sinfonie Haydns internationale Verbreitung (in Form von Abschriften und Bearbeitungen). Das Werk wurde in Berlin, Amsterdam, London und Paris gedruckt; Abschriften waren in Österreich, Süddeutschland und Italien verbreitet. Bei der im 18. Jahrhundert von Johann Christian Bach und Carl Friedrich Abel in London veranstalteten Konzertreihe hatte das Werk so großen Erfolg, „dass bald die gebildeten Damen im Königreich das Stück im Klavierarrangement spielten.“
Die Entstehungsgeschichte der Sinfonie ist kompliziert. Die insgesamt sieben Versionen unterscheiden sich in ihren Schlusssätzen sowie dem Vorhandensein der langsamen Einleitung zum ersten Satz. Zwei Schlusssätze werden als authentisch angesehen:
- das von verschiedenen Verlegern gedruckte Finale, welches außerdem in zahlreichen Manuskripten auftritt. Haydn hatte diesen Satz (Hob. Ia:7) ursprünglich als Ouvertüre zu einer nicht bekannten Oper geschrieben und verwendete ihn ca. 1780 erneut als Kopfsatz zur Sinfonie Nr. 62.
- das in den Esterhazy-Stimmen und in mehreren zeitgenössischen Manuskripten vorhandene Finale („Capriccio“).

Von den Versionen mit den authentischen Schlusssätzen wird heute meist angenommen, dass Haydn zunächst die Version mit der Ouvertüre und danach die mit dem Capriccio schrieb.

„(…) das Gefälle vom ersten zum letzten Satz war dann aber für Haydn offenbar zu groß, so dass er den Satz durch das (…) Capriccio ersetzte, das gerade dadurch, dass es so völlig anders als der Kopfsatz, weit entfernt vom traditionellen Rondo und anspruchsvoll gearbeitet war, ein besseres Gegengewicht zum ersten Satz gab.“

Teilweise bestehen aber auch unterschiedliche Ansichten: Anthony van Hoboken (1957) lehnt die Auffassung, Haydn selbst habe eine Ouvertüre zum Finalsatz umgewandelt, ab. Walter Lessing (1989) nimmt das Capriccio als erste Fassung an und meint aufgrund der von ihm darin gesehenen kompositorischen Mängel, dass Haydn den Satz vielleicht aus Zeitmangel von einem Schüler oder Kollegen habe anfertigen lassen und später – selbst damit unzufrieden – durch die Ouvertüre ersetzte.
Der Beiname „L´Impériale“ (Die Kaiserliche) kommt in keiner der älteren Quellen (bis mindestens 1840) vor und stammt nicht von Haydn. Anthony van Hoboken (1957) lehnt einen Zusammenhang mit der Kaiserin Maria Theresia ab und vermutet, dass der zweite Satz auf einen französischen Chanson mit ebendiesem Namen zurückgeht.
Howard Chandler Robbins Landon (1955) bewertet die Sinfonie Nr. 53 mit Ausnahme von je einer Passage im Vivace (ab Takt 172) und im Menuetto (ab Takt 25) bezogen auf den musikalischen Gehalt als (im Verhältnis zu den vorangegangenen Sinfonien) eher oberflächlich. Der „gefällige“ Tonfall förderte jedoch nach Michael Walter (2007) wahrscheinlich ihre weite Verbreitung und Popularität:

„Die Sinfonie Nr. 53 ist von einem gefälligen, dem Hörer weder Anstrengungen noch Verständnisschwierigkeiten zumutenden Charakter und bleibt im Gehalt deutlich hinter anderen Sinfonien der siebziger Jahre zurück. Daß ausgerechnet diese Sinfonie vor allem in England sehr beliebt und immer wieder gedruckt wurde, also offensichtlich der populären Hörerwartung der Zeitgenossen entsprach, ist wohl deshalb wenig erstaunlich, weil die Hörerwartung in England von den dort gängigen Sinfoniekomponisten geprägt war und keineswegs die war, die Haydn beim von seinen eigenen Sinfonien geprägten Publikum in Esterháza voraussetzen konnte (und die auch jene in Wien gewesen sein dürfte, wo man jedenfalls mehr Hörerfahrungen mit Haydnschen Sinfonien hatte als in London).“

## Zur Musik
Besetzung: Querflöte, zwei Oboen, Fagott, zwei Hörner, Pauken, zwei Violinen, Viola, Cello, Kontrabass. Über die Beteiligung eines Cembalo-Continuos in Haydns Sinfonien bestehen unterschiedliche Auffassungen. Der erste Satz enthält als einziger Paukenstimmen. Dem ursprünglichen Ouvertüren-Schlusssatz fehlten neben den Pauken auch die Flöte, und er weist zweistimmig geführte Fagotte auf, die Haydn, als er später die übrigen Sätze komponierte, mit seiner Kapelle nicht mehr realisieren konnte. Erst in der endgültigen Fassung sind alle Sätze gleichmäßig mit Flöte und einem Fagott besetzt. Die Pauken im ersten Satz scheint Haydn allerdings beibehalten zu haben. Nur in wenigen Quellen sind Pauken auch für die übrigen schnellen Sätze ergänzt, in mehreren Quellen wurden die Pauken im ersten Satz weggelassen. Ein Stimmensatz aus Haydns Besitz weist eine wahrscheinlich nicht von ihm stammende Paukenstimme auf, sie könnte aber auf seine Anweisung hin ergänzt worden sein.
Aufführungszeit: 20–25 Minuten (je nach Einhalten der vorgeschriebenen Wiederholungen).
Bei den hier benutzten Begriffen der Sonatensatzform ist zu berücksichtigen, dass dieses Schema in der ersten Hälfte des 19. Jahrhunderts entworfen wurde (siehe dort) und von daher nur mit Einschränkungen auf die Sinfonie Nr. 53 übertragen werden kann. – Die hier vorgenommene Beschreibung und Gliederung der Sätze ist als Vorschlag zu verstehen. Je nach Standpunkt sind auch andere Abgrenzungen und Deutungen möglich.

### Erster Satz: Largo maestoso – Vivace
Largo maestoso: D-Dur, 3/4-Takt, Takt 1–16
Die gravitätische, pompöse Einleitung ist zunächst durch ihren Motivkontrast zwischen dem absteigenden D-Dur – Dreiklang im Forte-Unisono mit Triller und der Legato-Streicherfigur im Piano gekennzeichnet. Ab Takt 12 stabilisiert sich die Dominante A-Dur, wobei der Triller wieder auftritt. Die Einleitung klingt mit einer Fermate auf A inklusive Paukenwirbel aus.
Der unvermittelte Piano-Beginn des folgenden Vivace wäre aufgrund der Neigung höfischer und relativ kleiner Gruppen zum zerstreuten Hören vermutlich riskant gewesen. Wahrscheinlich hat Haydn die Einleitung als „Vorhangöffner“ nachkomponiert, um diesen Piano-Anfang mit einem prunkvollen Beginn abzufangen und um dadurch bei den Hörern Aufmerksamkeit zu bekommen (ähnlich bei den Sinfonien Nr. 50 und Nr. 54).
Vivace: D-Dur, 2/2-Takt (alla breve), Takt 17–246

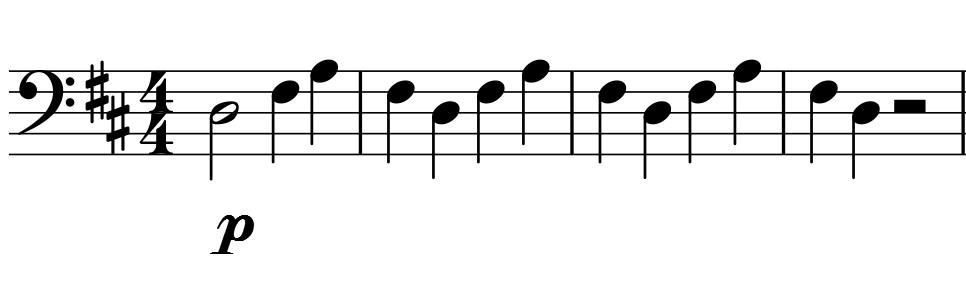
Beginn des Vivace mit der Dreiklangsfigur im Bass

Der Satz ist überwiegend durch Dreiklangsmelodik gekennzeichnet. Die erste Hälfte des ersten Themas besteht lediglich aus einem dreifach wiederholten gebrochenen D-Dur – Dreiklang (im Folgenden: „Hauptmotiv“). Das Hauptmotiv wird piano zunächst mit Stimmführung vom 1. Horn und Bass (D-Dur), dann von der 1. Violine (A-Dur mit Septime) vorgetragen. Die zweite Hälfte ist durch Synkopen und schreitende Bassbewegung gekennzeichnet. Der ab Takt 29 anschließende Forte-Block enthält fünf zweitaktige (Dreiklangs-)Motive, die jeweils wiederholt werden. Das erste dieser Motive entspricht dem Hauptmotiv. In Takt 51 setzt das Hauptmotiv im Staccato im Bass ein, überlagert von einer Achtelbewegung der Violinen. Dabei sequenziert Haydn von A-Dur über h-Moll nach E-Dur.
Das zweite Thema (Takt 69–82, Dominante A-Dur) im Streicherpiano ist achttaktig und kontrastiert durch seine gesangliche Melodie zum vorigen Geschehen. Es wird mit Oboenbeteiligung wiederholt und geht dann in eine Passage mit Forte-Piano – Kontrast über (Piano-Passage dabei mit Chromatik). Die Schlussgruppe ab Takt 92 enthält neben der Dreiklangsmelodik auch Tremolo und Triolen.
In der Durchführung (Takt 101–187) wird v. a. das Hauptmotiv durch verschiedene Tonarten geführt und in unterschiedliche Klangfarben gesetzt: Haydn erreicht A-Dur, fis-Moll, e-Moll, Cis-Dur und E-Dur im Wechsel von Forte und Piano und mit ausgehaltenen Akkorden der Bläser. Ab Takt 149 folgt das zweite Thema in h-Moll mit einer sich aufschraubenden Fortspinnung, wobei die Synkopen an die zweite Hälfte vom ersten Thema erinnern. Anschließend setzt das Hauptmotiv im Forte-Unisono in fis-Moll an und führt über dann piano „in einer langen Folge leiser, geheimnisvoller Vorhaltsakkorde durch mehrere Molltonarten“ zur Reprise in Takt 188.
Die Reprise ist ähnlich der Exposition strukturiert. Kleine Abweichungen betreffen bspw. die Wiederholung des zweiten Themas, in der die Oboe durch die Flöte ersetzt wird. Exposition sowie Durchführung und Reprise werden wiederholt.

### Zweiter Satz: Andante
A-Dur, 2/4-Takt, 128 Takte

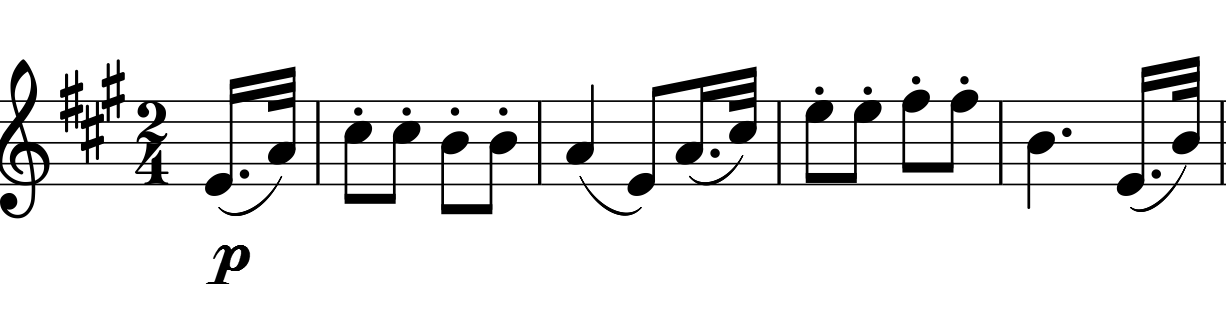
Beginn des Andante

Haydn hat den Satz als Doppelvariation aufgebaut, d. h. das Thema erscheint in zweifacher Variierung, jeweils zwischen Dur und Moll wechselnd (je nach Standpunkt auch als zwei verschiedene Themen interpretierbar):
- Vorstellung des (volks-)liedhaften Hauptthemas mit charakteristisch punktiertem, auftaktartigem Rhythmus; das Thema ist in zwei jeweils wiederholte Unterabschnitte geteilt (so auch in den Variationen); Takt 1–16.
- 1. Variationsteil; a-Moll; nur Streicher; Stimmführung in der 1. Violine, Begleitung mit durchlaufenden, „schwebenden“ Sechzehnteln; Takt 17–32.
- 2. Variationsteil; A-Dur; nur Streicher; zunächst wie am Anfang, ab Takt 40 Variation; Stimmführung mit Verzierung des Themas in der 1. Violine; Takt 33–64 (die Wiederholungen sind hier ausgeschrieben).
- 3. Variationsteil; a-Moll; ganzes Orchester; Anfang ähnlich dem 1. Variationsteil, ab Takt 73 Stimmführung im Bass inklusive Fagott; Takt 65–96.
- 4. Variationsteil; A-Dur; Streicher, Flöte, Fagott; Melodieführung in Flöte und Fagott; Violinen begleitend mit durchlaufenden Sextolen; bestehend aus zwei wiederholten Abschnitten; Takt 97–112.
- 5. Variationsteil; A-Dur; ganzes Orchester; Stimmführung in den Bläsern (außer Horn) und der 1. Violine; Abschnitt relativ eng an das Original angelehnt; Takt 113–128.

Der Satz war zu Haydns Zeit offenbar sehr beliebt: 28 Bearbeitungen sind bekannt, darunter zehn für Gesang und Klavier und eine für dreistimmigen Chor. Die Melodie findet sich auch unter den Themen, die auf dem 1793 in Haydns Geburtsort Rohrau errichteten Monument eingemeißelt wurden.

„Das Andante-Thema klingt so, als ob es Haydn an eine populäre Melodie angelehnt hätte, auch wenn kein Modell ausfindig gemacht werden konnte; höchstwahrscheinlich hat er es selbst geschrieben. Es steht für seine ganze Welt, in der hohe Kunst unter scheinbarer Schlichtheit verborgen ist.“

### Dritter Satz: Menuetto
D-Dur, 3/4-Takt, mit Trio 66 Takte
Das energische Menuett ist im ersten Teil durch seinen Auftakt, die Dreiklangsmelodik und die drei- bis zweifache Tonrepetition geprägt. Der zweite Teil beginnt kontrastierend im Piano, wechselt aber kurz darauf wieder zum Forte mit dem Anfangsthema. Dieses endet jedoch überraschend auf dem E-Dur – Septakkord mit Fermate (Trugschluss). Darauf folgt ein „atemberaubend schöner“ Abschnitt im Pianissimo mit ausgedehntem Orgelpunkt auf A, über dem sich eine „kühne chromatische Akkordbewegung“ in fallender Tendenz vollzieht, ehe die Schlussfigur im Forte-Unisono (Takt 39–43) das Menuett beendet.
Das Trio für Streicher und Flöte steht ebenfalls in D-Dur. Es ist durch seine ländlerartige, in gleichmäßigen Achteln durchlaufende Melodie gekennzeichnet. Zu Beginn des zweiten Teils greift der Bass die Melodielinie auf.

### Vierter Satz

#### Version 1: Presto
D-Dur, 4/4-Takt, 167 Takte
Das erste „Thema“ besteht (entsprechend seinem Ursprung als Ouvertüre, siehe oben) aus einer Abfolge opernhafter, effektvoller Elemente: Am Anfang steht ein Motiv aus absteigendem Dreiklang mit von Pausen unterbrochener Achtelbewegung, Doppelschlag und Wechsel von forte und piano, gefolgt von Crescendo, Tremolo und  Paukenwirbel. Die Abfolge wird wiederholt (das „Dreiklangsmotiv“ anfangs piano), wobei nach dem Crescendo der Forte-Abschnitt und der Paukenwirbel länger sind und weitere energische Motive / Figuren (Staccato-Akkordschläge, energische Tonrepetition, Akzente, Tremolo) anschließen.
Das zweite Thema (ab Takt 42) in der Dominante A-Dur hat gesanglich-wiegenden Charakter. Die erste Hälfte wird wiederholt, die zweite weist Doppelschläge auf und schließt als ausformulierte Kadenz mit Triller. In der Schlussgruppe tritt die von Pausen durchsetzte Achtelbewegung vom Eingangsmotiv wieder auf, die sich nun in mehrfacher Wiederholung steigert (anfangs von Pausen durchsetzt, dann im Tremolo und Forte).
Die Durchführung verarbeitet zunächst über weite Strecken ein neues, ruhiges Motiv aus aufsteigendem Dreiklang in halben Noten (als Umkehrung des Eingangsdreiklangs interpretierbar) und einer Doppelschlagsfigur. Das Motiv wird piano in viertaktigen sequenzierenden Schritten durch verschiedene Tonarten geführt (A-Dur, Fis-Dur, h-Moll, G-Dur, E-Dur, Cis-Dur), wobei der Beginn jeder Phrase betont ist. In Cis-Dur kommt die Musik ab Takt 101 ins Stocken und hört schließlich ganz auf (Generalpause). Abrupt setzt dann eine kontrastierende Abfolge des Kopfmotivs vom ersten Thema (forte) mit der pausendurchsetzen Achtelbewegung (piano) ein, die von fis-Moll zum Repriseneintritt in der Tonika D-Dur führt.
Der Verlauf der Reprise entspricht weitgehend dem der Exposition. Durchführung und Reprise werden ebenso wie die Exposition nicht wiederholt. Der Satz schließt mit drei Viertelschlägen in D-Dur-Akkorden. Die ursprüngliche Ouvertüre enthält weitere 13 Takte und moduliert mit ebendiesen Viertelschlägen weiter, sie endet in G-Dur.

#### Version 2: Finale. Capriccio. Moderato
D-Dur, 2/2-Takt (alla breve), 160 Takte
Gliederungsvorschlag:
- Takt 1–28: Vorstellung des Hauptthemas mit ABA-Struktur, wobei A und BA jeweils wiederholt werden. Der A-Teil besteht aus einer fünftaktigen, „bukolisch-beschaulich(en)“ Melodie[9], zunächst von den Streichern piano vorgetragen, dann vom ganzen Orchester forte wiederholt. Der B-Teil besteht dagegen aus zwei Viertaktern: der erste führt die Melodie piano fort, der zweite wechselt mit seinem energischen Tonrepetitionsmotiv zum Forte. Anschließend wird der A-Teil wiederholt.
- Der zweiteilige Mittelabschnitt (Takt 29–96) steht überwiegend in d-Moll und verarbeitet durchführungartig das Kopfmotiv vom Hauptthema. Der erste, kurze und wiederholte Teil (bis Takt 44) endet als Piano-„Anhang“  in einer neuen siebentaktigen Streichermelodie in F-Dur.[9] Der zweite Teil enthält neben dem Kopf vom Hauptthema auch ein „Terzmotiv“ mit wiederholter gebrochener Terz (als Achtel und in halben Noten:, ab Takt 49), Achtelläufe (mit der Terz im Bass in Gegenbewegung, ab Takt 61) sowie eine längere Passage, bei der der Themenkopf aus Takt 29 als Aufwärts-Variante mit drei auf- oder absteigenden halben Noten kombiniert ist und durch verschiedene Tonarten geführt wird.
- Wiederholung des Hauptthemas in D-Dur, Takt 97–124.
- Die Coda ab Takt 125 greift das Hauptthema auf und spinnt es weiter fort. Daraus „(…) bildet sich – eine letzte und die kompositorische Logik auf den Kopf stellende Pointe – eine gänzlich neue Melodie, die wie zum Hohn trotz des langsamen Tempos nun endlich etwas vom Charakter eines Rondo-Ritornells zeigt“ (im Gegensatz zum Satzanfang, wo das Thema „keinerlei Ähnlichkeit mit dem (hatte), was man als Rondothema erkennen würde.“)[9] Einen Überraschungseffekt gibt es auch noch in den Schlussakkorden mit dem „zu frühen“ Paukenschlag im Forte.